# خشم (فیلم ۲۰۰۲)
خشم (رومانیایی: Furia) یک فیلم مهیج رومانیایی به کارگردانی رادو مونتئان است که در سال ۲۰۰۲ منتشر شد.

## بازیگران
- دراگوش بوکور
- آندی واسلویانو
- آدریان مینونه